# District E
District E is de naam van drie woontorens die gebouwd zullen worden op het Stationsplein in Eindhoven. District E zal bestaan uit drie slanke torens die naar beneden toe uitwaaieren. De gebouwen zullen voor passanten en bewoners een publieke ruimte met groen, water, licht en frisse lucht creëren.
In 2017 wonnen de architecten van de woontorens met de visie District E de prijsvraag van de gemeente Eindhoven. Sindsdien is men bezig met de realisatie. Het plan zou inzetten op het creëren van de publieke ruimte van de 21e eeuw, waarbij technologie en klimaat een grote rol spelen.

## Bezwaren
Tegen de bouw werden diverse bezwaren ingediend door een grote groep omwonenden en Stichting Beter Eindhoven. De belangrijkste bezwaren gingen over parkeeroverlast, hittestress en het milieu. Alle bezwaren tegen het bestemmingsplan zijn 25 januari 2023 door de Raad van State afgewezen. De gemeenteraad zou voldoende onderzoek hebben laten doen naar de effecten van het woningbouwproject. Het plan zou niet leiden niet tot meer parkeeroverlast, hittestress, verkeersdrukte en geluidsoverlast.

## De woontorens
De drie woontorens worden 140, 110 en 75 meter hoog. Dit is lager dan dat oorspronkelijk het idee was. De torens bieden een verscheidenheid aan woningtypen: van koopwoningen en huurwoningen in het hoge segment tot sociale woningen. 21 procent van de appartementen is bestemd voor sociale woningbouw. Er komen ook nog middeldure huurwoningen en koopwoningen.
In de torens komen naast woningen ook lobby's en dakterrassen voor werk, uitzicht en ontspanning. Daarbij zal District E ruimte bieden voor publieke en commerciële functies. Op diverse plekken in de torens is ruimte gereserveerd waar geïnteresseerden inzicht krijgen in de diverse activiteiten die binnen Brainport worden ondernomen. Onder de gebouwen komt een eenlaagse parkeerkelder.
De bouwtijd zal ongeveer 3,5 jaar in beslag nemen.